# Heraclia viettei
Heraclia viettei is een vlinder uit de familie uilen (Noctuidae). De wetenschappelijke naam van deze soort is voor het eerst geldig gepubliceerd in 1973 door Sergius Kiriakoff.
De soort komt voor in tropisch Afrika.